# Yağmur Yüksel
Yağmur Yüksel (* 21. Januar 2002 in Merzifon) ist eine türkische Schauspielerin.

## Leben und Karriere
Yüksel wurde am 21. Januar 2002 in Merzifon geboren. Sie studierte an der Çanakkale Onsekiz Mart Üniversitesi Schauspiel und setzte parallel ein Studium im Bereich Paramedizin fort. Seit 2022 spielt sie in der Fernsehserie Kan Çiçekleri die Hauptrolle. 2024 ist sie in dem Film Nûfer zu sehen.

## Filmografie
- 2022–2024: Kan Çiçekleri (Fernsehserie)
- 2024: Nûfer